# Soroczij Łog
Soroczij Łog (ros. Сорочий Лог) – wieś (sieło) w Rosji, w Kraju Ałtajskim, w rejonie pierwomajskim. W 2010 liczyła 1240 mieszkańców.